# 安达拉克斯河

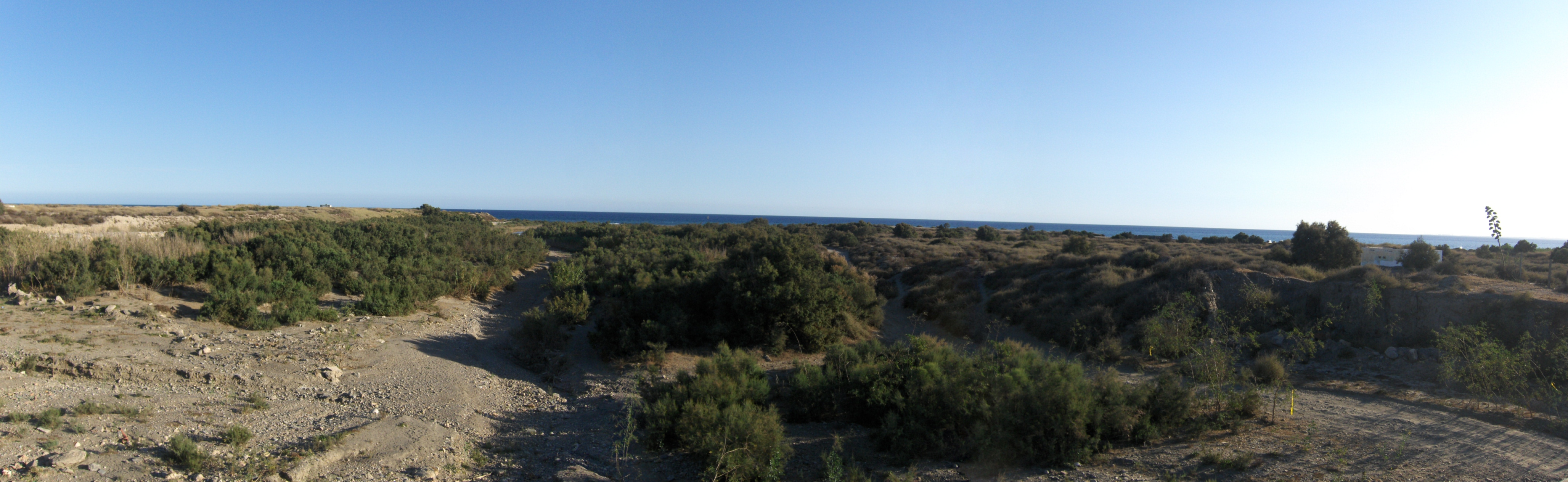
安達拉克斯河河口

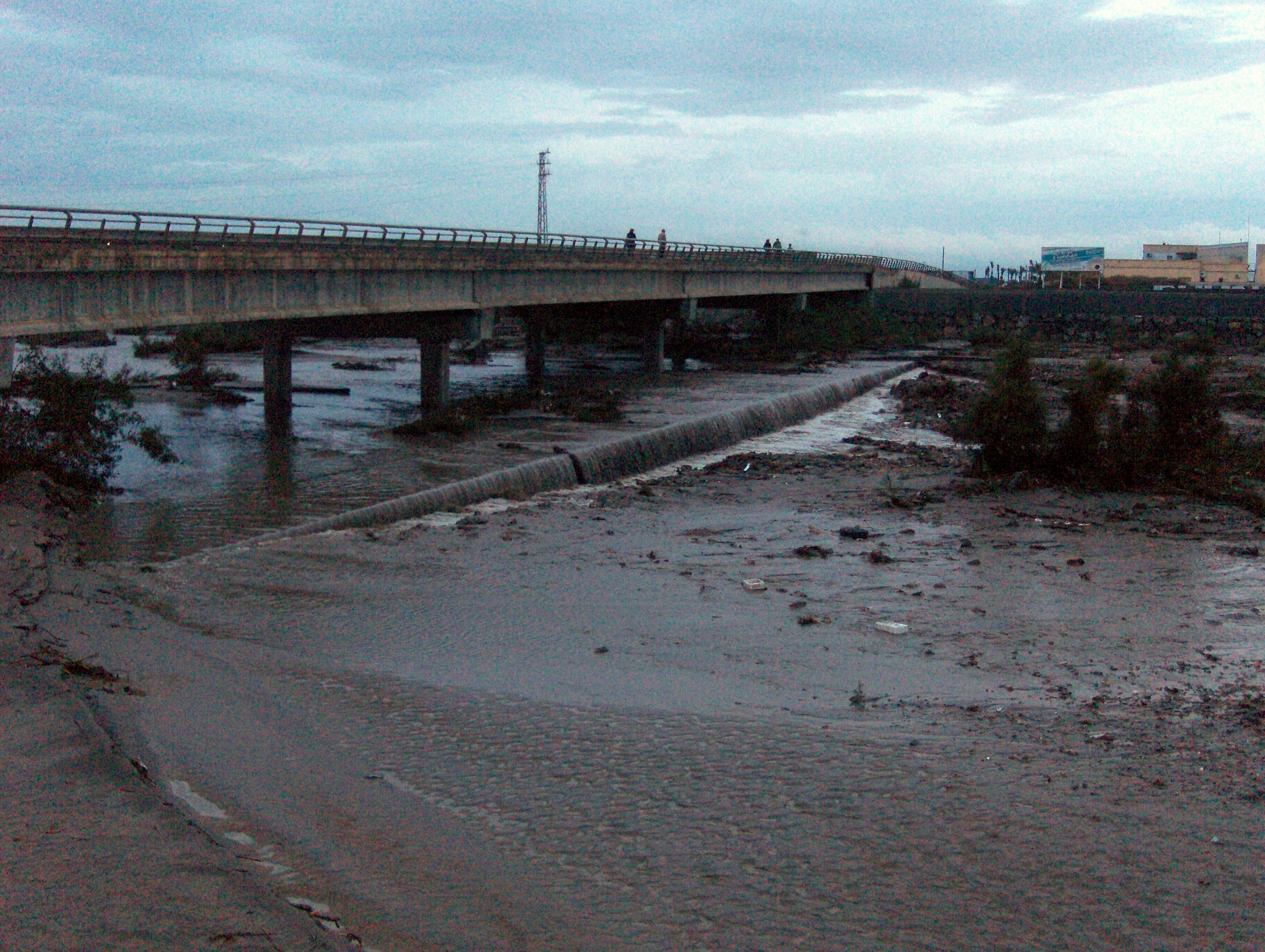
安達拉克斯河

安達拉克斯河（西班牙語：Río Andarax）是西班牙的河流，位於阿爾梅里亞省，河道全長67公里，發源自內華達山脈最東端，最終在阿爾梅里亞附近注入地中海。
37°00′55″N 2°53′21″W / 37.0153°N 2.88917°W